# King Cobra
Pour les articles homonymes, voir King Cobra (homonymie) et Cobra (homonymie).
 (avril 2019).
Si vous disposez d'ouvrages ou d'articles de référence ou si vous connaissez des sites web de qualité traitant du thème abordé ici, merci de compléter l'article en donnant les références utiles à sa vérifiabilité et en les liant à la section « Notes et références ».
King Cobra, aussi connu comme Cobra et de son vrai nom Klaus Voorhees, est un super-vilain appartenant à l'univers de Marvel Comics. Créé par le scénariste Roy Thomas et le dessinateur Don Heck, il est apparu pour la première fois dans le comic book Journey into Mystery #98 (novembre 1963) dans lequel il affrontait Thor.

## Biographie du personnage
Ancien forçat, Le Néerlandais Klaus Voorhees travaillait en Inde pour le professeur Shecktor, un chercheur qui tentait de fabriquer un sérum anti-venimeux universel. Jaloux de rester à l'ombre de ce génial scientifique, il introduisit un cobra dans leur laboratoire et comptait se servir du sérum pour être le seul à survivre. Le cobra était radioactif, et eut sur le sérum des effets inattendus. Le corps de Voorhees muta, comme l'avait fait Spider-Man : il entra en possession de pouvoirs semblables à ceux d'un cobra.
Il se servit rapidement de ses nouveaux dons pour devenir un grand criminel. Mais il fut arrêté par Thor, puis par Daredevil, malgré une alliance avec Mister Hyde.
Le Cobra fit partie de l'Escouade des serpents, mais fut ensuite emprisonné. Il parvint à s'enfuir en laissant croupir Hyde, ce qui lui valut une haine mortelle de la part de son puissant ancien associé.
Par la suite, peu après cette évasion, il fut rattrapé et vaincu par Toxin, qui le livra aux autorités.
Il finit par rejoindre la Société du serpent, et se hissa à la place du chef.
Il se fait aujourd'hui appeler King Cobra et dirige la dernière mouture de la Société du serpent.

## Pouvoirs et capacités
- King Cobra possède un corps très souple. Il est presque impossible de briser ses os ou de lui déchirer un muscle. Il peut donc aussi survivre à des chutes ou des impacts qui blesseraient gravement ou tueraient un être humain.
- Sa flexibilité lui permet de s'infiltrer dans des espaces très étroits, comme un canon de char. Il contrôle ses muscles indépendamment, ce qui lui permet de ramper sans se servir de ses bras ou de ses jambes, en faisant un minimum de bruit, et avec une grande rapidité (75 km/h durant un court moment). Ses adversaires ont donc beaucoup de mal à l'attraper.
- En se servant de sa grande souplesse et de sa force naturelle, King Cobra peut enserrer sa proie avec une prise qu'on ne peut défaire sans super-force.
- Le costume de King Cobra est composé de silicone et de poussière de graphite, le rendant très glissant.
- Ses gants et ses bottes possèdent des poches à succion pour grimper aux murs et aux plafonds. Son costume possède aussi un câble d'acier de 15 m de long pour ligoter ses ennemis. Ce câble est assez fort pour retenir Thor.
- Ses bracelets projettent des fléchettes venimeuses. Le venin de cobra qu'elles contiennent peuvent tuer un homme normal en 6 minutes. Les bracelets peuvent aussi tirer des capsules de lacrymo, des fumigènes et un liquide aveuglant.